# 아벨 판정법
미적분학에서 아벨 판정법(영어: Abel's test)은 급수의 수렴 판정법의 하나다. 이에 따르면, 수렴급수에 단조 유계 수열을 이루는 계수를 붙여도 수렴한다.

## 정의

### 실수 항 급수
두 실수 수열 {\displaystyle (a_{n})_{n=0}^{\infty }}, {\displaystyle (b_{n})_{n=0}^{\infty }}이 다음 두 조건을 만족시킨다고 하자.
- 급수 {\displaystyle \sum _{n=0}^{\infty }a_{n}}은 수렴한다.
- {\displaystyle (b_{n})_{n=0}^{\infty }}은 단조수열이자 유계 수열이다.

아벨 판정법에 따르면, 급수
{\displaystyle \sum _{n=0}^{\infty }a_{n}b_{n}}
역시 수렴한다.:181:314, °1
증명 (디리클레 판정법을 통한 증명):
{\displaystyle (b_{n})_{n=0}^{\infty }}은 단조수열 유계 수열이므로, 어떤 실수로 수렴한다.
{\displaystyle b=\lim _{n\to \infty }b_{n}\in \mathbb {R} }
라고 하자. {\displaystyle (b_{n}-b)_{n=0}^{\infty }}는 단조수열이며, 0으로 수렴한다. 또한, 급수
{\displaystyle \sum _{n=0}^{\infty }a_{n}}
이 수렴하므로, 부분합이 유계 수열이다. 디리클레 판정법에 의하여, 급수
{\displaystyle \sum _{n=0}^{\infty }a_{n}(b_{n}-b)}
는 수렴한다. 따라서, 급수
{\displaystyle \sum _{n=0}^{\infty }a_{n}b_{n}=\sum _{n=0}^{\infty }a_{n}(b_{n}-b)+b\sum _{n=0}^{\infty }a_{n}}
역시 수렴한다.
증명 (직접적인 증명):
{\displaystyle S_{n}=\sum _{k=0}^{n}a_{k}\qquad (\forall n\in \mathbb {N} )}
{\displaystyle b=\lim _{n\to \infty }b_{n}\in \mathbb {R} }
라고 하자. 임의의 {\displaystyle \epsilon >0}에 대하여,
{\displaystyle |b_{n}|\leq 2|b|\qquad (\forall n>N(\epsilon ))}
{\displaystyle |S_{m}-S_{n}|<{\frac {\epsilon }{6|b|+1}}\qquad (\forall m,n>N(\epsilon ))}
인 자연수 {\displaystyle N(\epsilon )\in \mathbb {N} }이 존재한다. 아벨 변환에 의하여, 임의의 {\displaystyle n\geq N(\epsilon )} 및 임의의 {\displaystyle p\in \mathbb {Z} ^{+}}에 대하여, 다음이 성립한다.
{\displaystyle {\begin{aligned}\left|\sum _{k=n+1}^{n+p}a_{k}b_{k}\right|&=\left|b_{n+p}(S_{n+p}-S_{n})+\sum _{k=n+1}^{n+p-1}(b_{k}-b_{k+1})(S_{k}-S_{n})\right|\\&\leq |b_{n+p}||S_{n+p}-S_{n}|+\sum _{k=n+1}^{n+p-1}|b_{k}-b_{k+1}||S_{k}-S_{n}|\\&\leq {\frac {\epsilon }{6|b|+1}}\left(|b_{n+p}|+\sum _{k=n+1}^{n+p-1}|b_{k}-b_{k+1}|\right)\\&={\frac {\epsilon }{6|b|+1}}\left(|b_{n+p}|+\left|\sum _{k=n+1}^{n+p-1}(b_{k}-b_{k+1})\right|\right)\\&={\frac {\epsilon }{6|b|+1}}(|b_{n+p}|+|b_{n+1}-b_{n+p}|)\\&\leq {\frac {\epsilon }{6|b|+1}}(2|b_{n+p}|+|b_{n+1}|)\\&\leq {\frac {\epsilon }{6|b|+1}}\cdot 3\cdot 2|b|\\&<\epsilon \end{aligned}}}
즉, 급수
{\displaystyle \sum _{n=0}^{\infty }a_{n}b_{n}}
의 부분합은 코시 수열이다. 따라서 이 급수는 수렴한다.

### 이상 적분
실수 값 함수 {\displaystyle f\colon [a,\infty )\to \mathbb {R} }가 다음 두 조건을 만족시킨다고 하자.
- {\displaystyle f}는 임의의 {\displaystyle [a,b]\subseteq [a,\infty )}에서 리만 적분 가능하며, 또한 이상 적분 {\displaystyle \int _{a}^{\infty }f(x)\,dx}는 수렴한다.
- {\displaystyle g}는 단조함수이자 유계 함수이다.

그렇다면, 이상 적분
{\displaystyle \int _{a}^{\infty }f(x)g(x)\,dx}
는 수렴한다.
증명 (디리클레 판정법을 통한 증명):
{\displaystyle g\colon [a,\infty )\to \mathbb {R} }가 단조 유계 함수이므로, 극한
{\displaystyle g(\infty )=\lim _{x\to \infty }g(x)\in \mathbb {R} }
가 존재한다. 함수 {\displaystyle x\mapsto g(x)-g(\infty )}는 단조함수이며, 0으로 수렴한다. 이상 적분
{\displaystyle \int _{a}^{\infty }f(x)\,dx}
가 수렴하므로,
{\displaystyle x\mapsto \int _{a}^{x}f(t)\,dt}
는 유계 함수이다. 이상 적분에 대한 디리클레 판정법에 의하여, 이상 적분
{\displaystyle \int _{a}^{\infty }f(x)(g(x)-g(\infty ))\,dx}
는 수렴한다. 따라서, 이상 적분
{\displaystyle \int _{a}^{\infty }f(x)g(x)\,dx=\int _{a}^{\infty }f(x)(g(x)-g(\infty ))\,dx+g(\infty )\int _{a}^{\infty }f(x)\,dx}
역시 수렴한다.
증명 (직접적인 증명):
{\displaystyle g(\infty )=\lim _{x\to \infty }g(x)\in \mathbb {R} }
이라고 하자. 임의의 {\displaystyle \epsilon >0}에 대하여,
{\displaystyle |g(x)|<2|g(\infty )|\qquad (\forall x>N(\epsilon ))}
{\displaystyle \left|\int _{x}^{y}f(t)\,dt\right|<{\frac {\epsilon }{4|g(\infty )|+1}}\qquad (\forall y>x>N(\epsilon ))}
인 {\displaystyle N(\epsilon )>a}가 존재한다. 제2 적분 평균값 정리에 따라, 임의의 {\displaystyle y>x>N(\epsilon )}에 대하여, 어떤 {\displaystyle c(x,y)\in [x,y]}가 존재하며, 다음이 성립한다.
{\displaystyle {\begin{aligned}\left|\int _{x}^{y}f(t)g(t)\,dt\right|&=\left|g(x)\int _{x}^{c(x,y)}f(t)\,dt+g(y)\int _{c(x,y)}^{y}f(t)\,dt\right|\\&\leq 2|g(\infty )|\left(\left|\int _{x}^{c(x,y)}f(t)\,dt\right|+\left|\int _{c(x,y)}^{y}f(t)\,dt\right|\right)\\&\leq 2|g(\infty )|\cdot 2\cdot {\frac {\epsilon }{4|g(\infty )|+1}}\\&<\epsilon \end{aligned}}}
따라서, 이상 적분
{\displaystyle \int _{a}^{\infty }f(x)g(x)\,dx}
은 수렴한다.

### 균등 수렴
집합 {\displaystyle X} 및 두 실수 값 함수의 열 {\displaystyle (f_{n},g_{n}\colon X\to \mathbb {R} )_{n=0}^{\infty }}이 다음 두 조건을 만족시킨다고 하자.
- 함수 항 급수 {\displaystyle \sum _{n=0}^{\infty }f_{n}}는 균등 수렴한다.
- {\displaystyle (g_{n})_{n=0}^{\infty }}은 균등 유계 함수열이다. 또한, 임의의 {\displaystyle x\in X}에 대하여, {\displaystyle (g_{n}(x))_{n=0}^{\infty }}는 단조수열이다.

그렇다면, 함수 항 급수
{\displaystyle \sum _{n=0}^{\infty }f_{n}g_{n}}
역시 균등 수렴한다. 이에 대한 증명은 실수 항 급수에 대한 아벨 판정법의 직접적 증명을 조금 고치면 된다. 디리클레 판정법을 통한 증명은 더 이상 유효하지 않다. 구체적으로, {\displaystyle (g_{n})_{n=0}^{\infty }}은 점별 극한 {\displaystyle g\colon X\to \mathbb {R} }을 갖지만, {\displaystyle g}로 균등 수렴할 필요가 없다. 만약 {\displaystyle X}가 한원소 집합이라면, 이는 실수 항 급수에 대한 아벨 판정법이다.

## 예
아벨 판정법에 따라, 임의의 수렴급수
{\displaystyle \sum _{n=1}^{\infty }a_{n}}
에 대하여, 다음 급수들 역시 수렴한다.:315, Examples and applications 1
{\displaystyle \sum _{n=1}^{\infty }{\frac {n+1}{n}}a_{n}}
{\displaystyle \sum _{n=1}^{\infty }{\sqrt[{n}]{n}}a_{n}}
{\displaystyle \sum _{n=1}^{\infty }\left(1+{\frac {1}{n}}\right)^{n}a_{n}}